# Hochzeitsbrauch
Hochzeitsbräuche (oder Hochzeitsgebräuche) sind Traditionen, die rund um das Thema Eheschließung und Heirat entstanden sind, insbesondere Hochzeitsrituale.

## Hochzeitsbräuche in Deutschland, Österreich und der Schweiz

### Kranzbinden
Kranzbinden (Brauch): Es war eine bestimmte Form der Hochzeitsvorfeier, die es in Verbindung mit einem besonderen „Festspiel“ nur in Bremen gegeben hat und die heute weitgehend in Vergessenheit geraten ist. Dieser bremische Hochzeitsbrauch begann etwa Anfang des 19. Jahrhunderts und hielt sich bis in die Jahre nach dem Ersten Weltkrieg, wobei das Kranzbinden immer auf das wohlhabende Bürgertum Bremens beschränkt blieb und dort den Polterabend ersetzte. Wenige Tage vor der Hochzeit veranstaltete die beste Freundin der Braut bei sich zu Hause ein Fest und lud dazu die Braut und deren Freundinnen sowie den Bräutigam mit seinen Freunden ein. Zunächst kamen die jungen Frauen zusammen und banden den Brautkranz, der der Braut sogleich aufgesetzt wurde, sowie einen kleineren Myrtenkranz. Danach kamen die jungen Männer hinzu und es wurde ausgelost, wer von den noch ledigen Kranzflechterinnen „als nächste heiraten würde“. Die Verlosung erfolgte im Rahmen eines szenischen Festspiels nach einem eigens verfassten Stück, die Mitwirkenden waren meist aufwendig kostümiert. Die ausgeloste „Vizebraut“ oder „Myrtenbraut“ wurde dann mit dem kleineren Kranz geschmückt. Nach einem Abendessen gab es zum Abschluss einen Tanzball.
Verwandte Bräuche gab es auch in anderen Regionen in Deutschland; so sind einfacher gehaltene „Kranzbinden“-Bräuche aus Südthüringen und Niederbayern bekannt, während in einigen Gegenden in Niedersachsen zwischen Polterabend und Hochzeitstag ein sogenannter „Kranzbindetag“ bekannt war. Vereinzelt ist das Kranzbinden heute noch anzutreffen.

### Kränzen
In Ostfriesland, dem Saterland, dem Münsterland und Teilen des Emslands ist es üblich, dass die Nachbarn, und in jüngerer Zeit auch Freunde und Familie, einige Tage vor der Hochzeit einen aus Tannenzweigen geformten Kranz anfertigen und ihn am Vorabend der Hochzeit über der Hauseingangstür des Brautpaares anbringen. Dabei wird dieser von den männlichen Nachbarn gebunden. Die weiblichen Mitglieder haben die Aufgabe, weiße und rote Rosen und Schleifen aus Papier anzufertigen. Während der Bogen gebunden wird und die Rosen hergestellt werden, wird dem Brautpaar eine leere Flasche mit einem vertrockneten Tannenzweig übergeben, um für die Bogenbinder Getränke einzufordern. Dieser Aufforderung kommt das Brautpaar bereitwillig nach. Das Anbringen des Kranzes am Vorabend der Hochzeit ist Aufgabe der männlichen Nachbarn, anschließend wird der Bogen von den weiblichen Nachbarinnen mit den Schleifen und Rosen dekoriert. Die traditionelle Aufteilung der Aufgaben zwischen Männern und Frauen wird in der jüngeren Zeit jedoch toleranter gehandhabt. Während des Aufsetzens des Bogens muss das Brautpaar im Haus bleiben. Es wird zur Abnahme des Bogens aus dem Haus gebeten. Der Abend endet mit einem fröhlichen Umtrunk aller Beteiligten.

### Hose verbrennen
Im Münsterland wird bei einem Junggesellenabschied/Polterabend die Hose des zukünftigen Bräutigams verbrannt, als Symbol, dass der Junggeselle nun die Hosen nicht mehr an hat. Die Hose wird in einem vom Junggesellen gegrabenen Loch verbrannt, dabei trinken die Begleiter traditionell ein Pinnchen (2 cl) Korn um das Ritual zu begießen. Die Flasche wird zusammen mit der Hose vergraben und ca. ein Jahr später mit allen Teilnehmern wieder ausgegraben. Um das Glück des Brautpaares zu erhalten, muss danach die Flasche Korn leer getrunken werden.

### Häckselstreuen
Häckselstreuen (Brauch): Die Freunde/Verwandten – meist nur die Jüngeren – reisen von der Wohn-/Elternanschrift der Braut zur Wohn-/Elternanschrift des Mannes, wobei eine Spur gelegt wird, die diese beiden Orte miteinander verbindet. Der Weg führt vorbei an (fast) allen Anschriften der unverheirateten, ehemaligen Partner(-innen) von Braut und Bräutigam. Bei den Verflossenen wird solange Häcksel (Stroh) gestreut, bis sich der Betroffene durch Herausgabe von Bier und Schluck erkenntlich zeigt. Die Fahrt findet in der Regel ohne das Paar statt, endet aber bei ihm. Mit dem restlichen Stroh wird (im Rahmen der Möglichkeiten) das Haus und der Garten des Paares eingedeckt, anschließend gegrillt, gefeiert und getrunken oder ein Lagerfeuer entzündet, je nach Örtlichkeit. Dies geschieht dann auch mit dem Paar, bei dem Paar. Der Start- und Zielort sind so änderbar, dass es eine schöne Reise und einen netten Abend im Grünen ergibt, z. B. auf dem elterlichen Hof. Benötigt werden ein Traktor, Anhänger, Stroh, Musik, Getränke und das Wissen der Freunde, mit wem das Paar fest zusammen war. Die Ehemaligen werden vorher natürlich informiert, damit sie auch da sind und da sie auch Getränke vorhalten müssen und eventuell, je nachdem wie das Verhältnis ist, sind sie ja auch später noch gern gesehen.
Der Brauch ist in Kritik geraten, nachdem es vereinzelte Unfälle gab, bei denen Personen während der Fahrt vom Anhänger fielen oder es zu starken Verschmutzungen der öffentlichen Straßen gekommen ist.
Da in der heutigen Zeit der großen Mobilität die Wohnorte der Braut und des Bräutigams oft weit auseinander liegen, hat sich der Brauch nur dort halten können, wo die logistischen Voraussetzungen noch zu finden waren, meist bei Paaren mit Bezug zu landwirtschaftlichen Betrieben.
Ähnlich dazu ist der „Maistrich“ zwischen zwei Verliebten. Er wird in der Nacht zum 1. Mai von Freunden mit Kreide gezogen, und zwar der gesamte Weg vom Haus ihrer Eltern zum Haus seiner Eltern (bzw. vom eigenen Haus); wird vorrangig bei Paaren gemacht, die noch nicht öffentlich bzw. noch nicht sehr lange als Paar gelten.

### Sägen

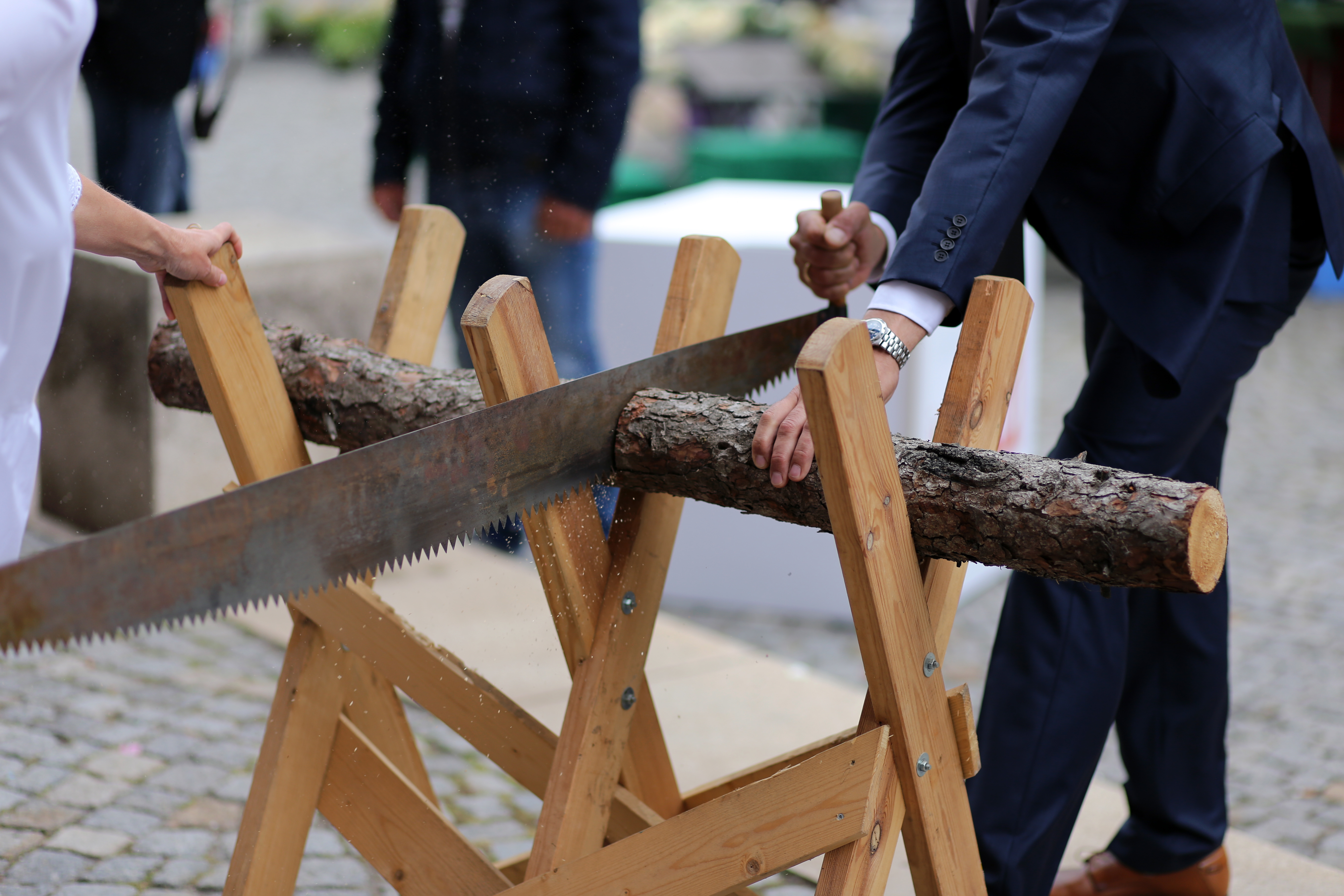
Paar sägt Holzstamm

Sägen (Brauch): In einigen Regionen wird nach der Trauung ein auf einem Sägebock liegender Holzstamm gemeinsam von Braut und Bräutigam zersägt. Man verwendet dafür eine Schrotsäge, bei der es darauf ankommt, stets abwechselnd zu ziehen, damit sie sich nicht verklemmt. Dieser Brauch steht für die gemeinsame, gleichberechtigte Arbeit, die das Brautpaar in ihrer Ehe versuchen möchte. Er symbolisiert die notwendige Balance von Reden und Hören, von Aktivsein und Seinlassen und die notwendige Aufmerksamkeit für die jeweiligen Bedürfnisse des Partners.

### Letsch
Früher verlas der Pfarrer an drei aufeinanderfolgenden Sonntagen die drei vorgeschriebenen Aufrufe zur Eheverkündigung im Hochamt von der Kanzel. Im Anschluss an den ersten Aufruf – die Letsch – kamen die Freunde und Bekannten der Brautleute im Elternhaus der Braut zu einem Umtrunk zusammen. Eine echte Letsch findet daher an einem Sonntag statt, meist drei Wochen vor der Trauung. Der Umtrunk beginnt gegen Mittag und dauert oft bis tief in die Nacht. Zur Letsch wird nicht förmlich eingeladen – wer kommen mag, der kommt.
Heute ähnelt die Letsch häufig einem Polterabend, der auf das Poltern verzichtet.

### Polterabend

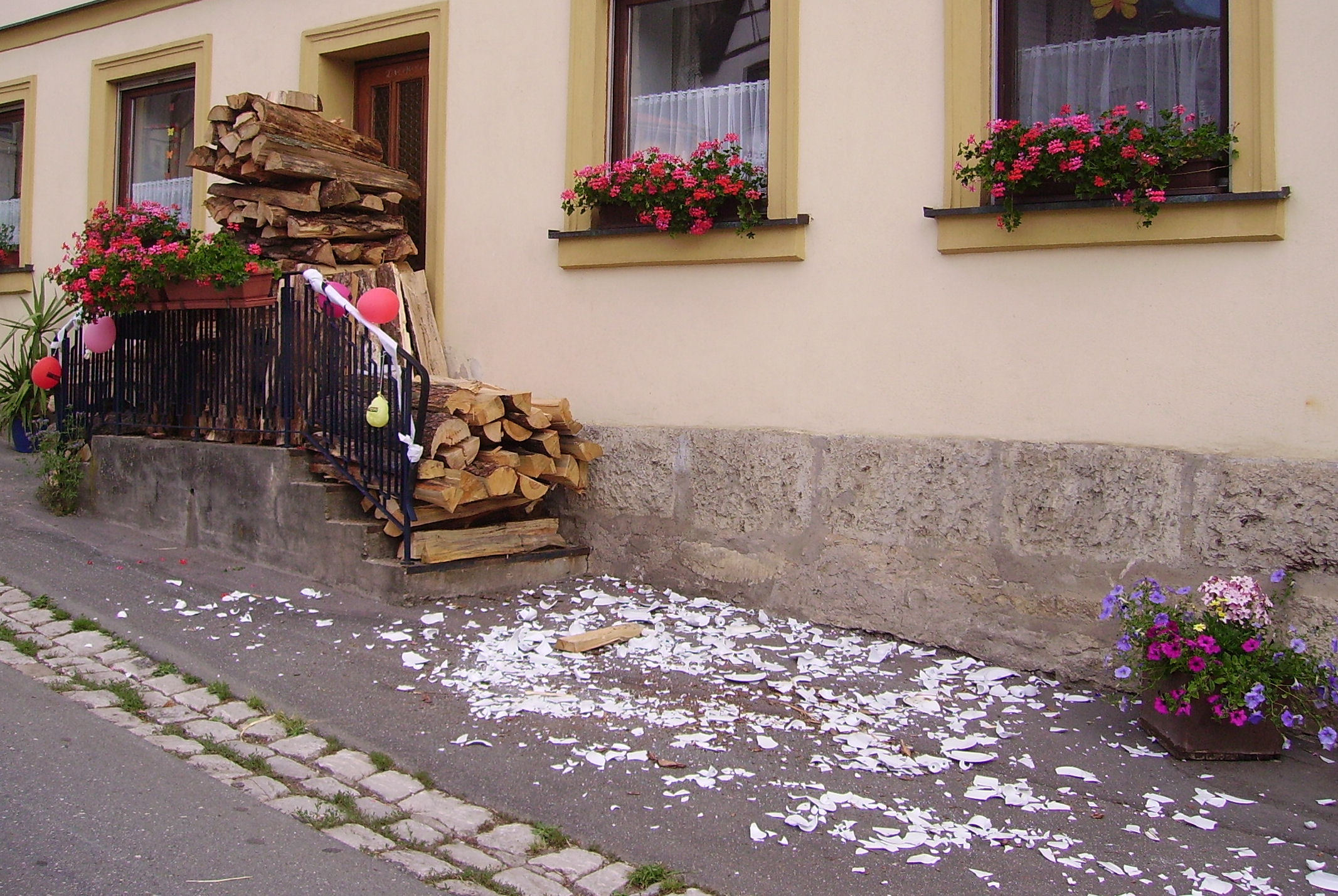
Scherben nach einem Polterabend

Der Polterabend ist ein sehr alter Brauch, der vermutlich noch aus vorchristlichen Zeiten stammt. Durch das Zerschlagen von Steingut und Porzellan sollen böse Geister vertrieben werden. Keinesfalls darf Glas zerschlagen werden, da es als Unglückssymbol gilt. Die Scherben müssen vom künftigen Brautpaar gemeinsam zusammengekehrt werden. Traditionell findet der Polterabend am Tag vor der Trauung statt.

### Brautentführung
Meist sind es die guten Freunde, die die Braut entführen. Dabei ziehen die Entführer mit der Braut von Kneipe zu Kneipe, wobei der Brautführer oder der Bräutigam jedes Mal die Zeche zahlen soll. Heute wird es meist toleranter gehandhabt. Die Entführer gehen an einen bestimmten Ort, z. B. ein öffentliches Gebäude, und hinterlassen ein paar Hinweise, um die Suche zu erleichtern. Das Auslösen kann mit einer Aufgabe für den Bräutigam verbunden sein, beispielsweise einer künstlerischen Darbietung, Abwaschen für die nächsten Wochen oder Ähnlichem.
In Österreich und Bayern ist es heute (vorzugsweise bei Bauernhochzeiten) üblich, vor der Auslösung der Braut Gstanzl zu singen.
In Niederösterreich ist es üblich in das nächste Café, Wirtshaus oder ähnliches zu gehen – die Maskleute und die Braut – und dort zu trinken, zu singen und zu warten, bis der Bräutigam kommt. In den meisten Gegenden soll der Brautführer, manchmal der Bräutigam oder der Brautvater (eher selten die Trauzeugen) die Zeche der Entführer bezahlen.
Dieser Brauch geht zurück auf das vermeintliche Recht der ersten Nacht im Mittelalter. Einem Mythos zufolge hatten der Klerus und der Adel im Mittelalter das Recht, ihre weiblichen Untergebenen in der Hochzeitsnacht zu entjungfern. Damals sollen die Bräute von den Vasallen der Obrigkeit aus den Hochzeiten abgeholt worden sein (entführt). Die Geschichtswissenschaft sieht in diesem Recht eher eine literarische Fiktion.

### Brautschuh
Früher war es Brauch, dass die Braut ihre Brautschuhe von gesparten Pfennigen bezahlte. Heute wird dieser Brauch mit Euro-Cents fortgeführt. Dadurch soll die Sparsamkeit der Braut symbolisiert werden.
Während der Hochzeitsfeier gibt es den Brauch der Brautschuhversteigerung. Der Braut wird ihr Schuh „entwendet“. Anschließend wird der Schuh unter den Hochzeitsgästen symbolisch versteigert. Dabei legen die Gäste ihre Gebote in den Brautschuh. Zum Schluss ersteigert der Bräutigam den Schuh samt den bis dahin eingeworfenen Beträgen. Das Geld bleibt beim Brautpaar, der Bräutigam gibt den Schuh an seine Braut zurück.

### Brautstrauß

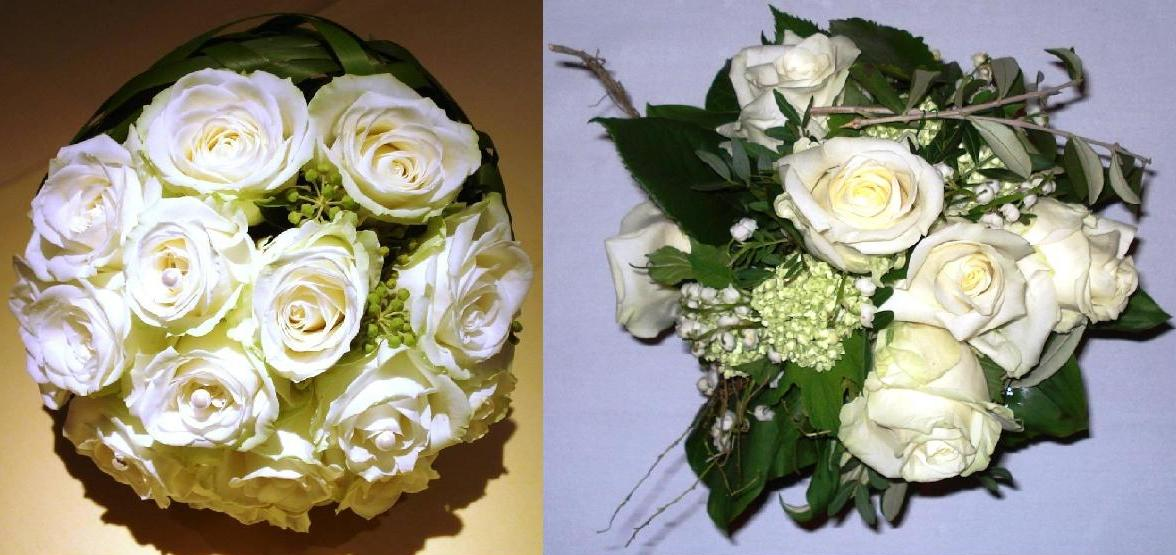
Zwei typische, kompakt gebundene Brautsträuße

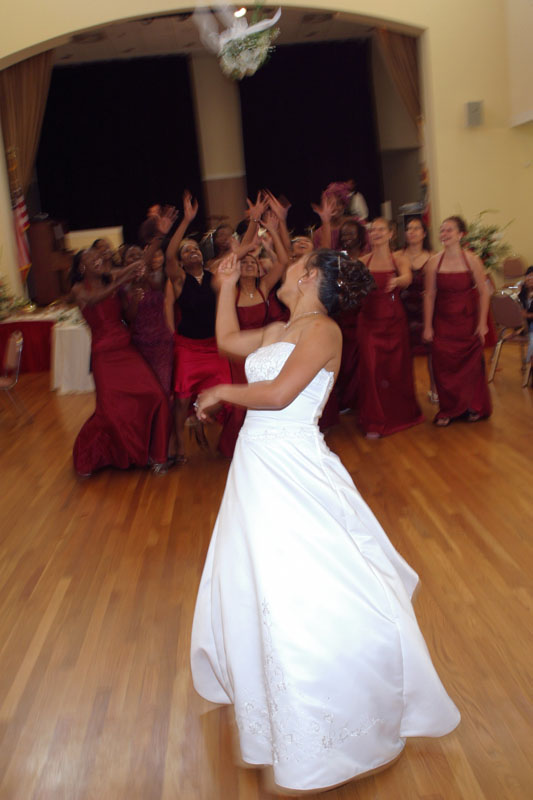
Braut wirft Brautstrauß zu unverheirateten Frauen

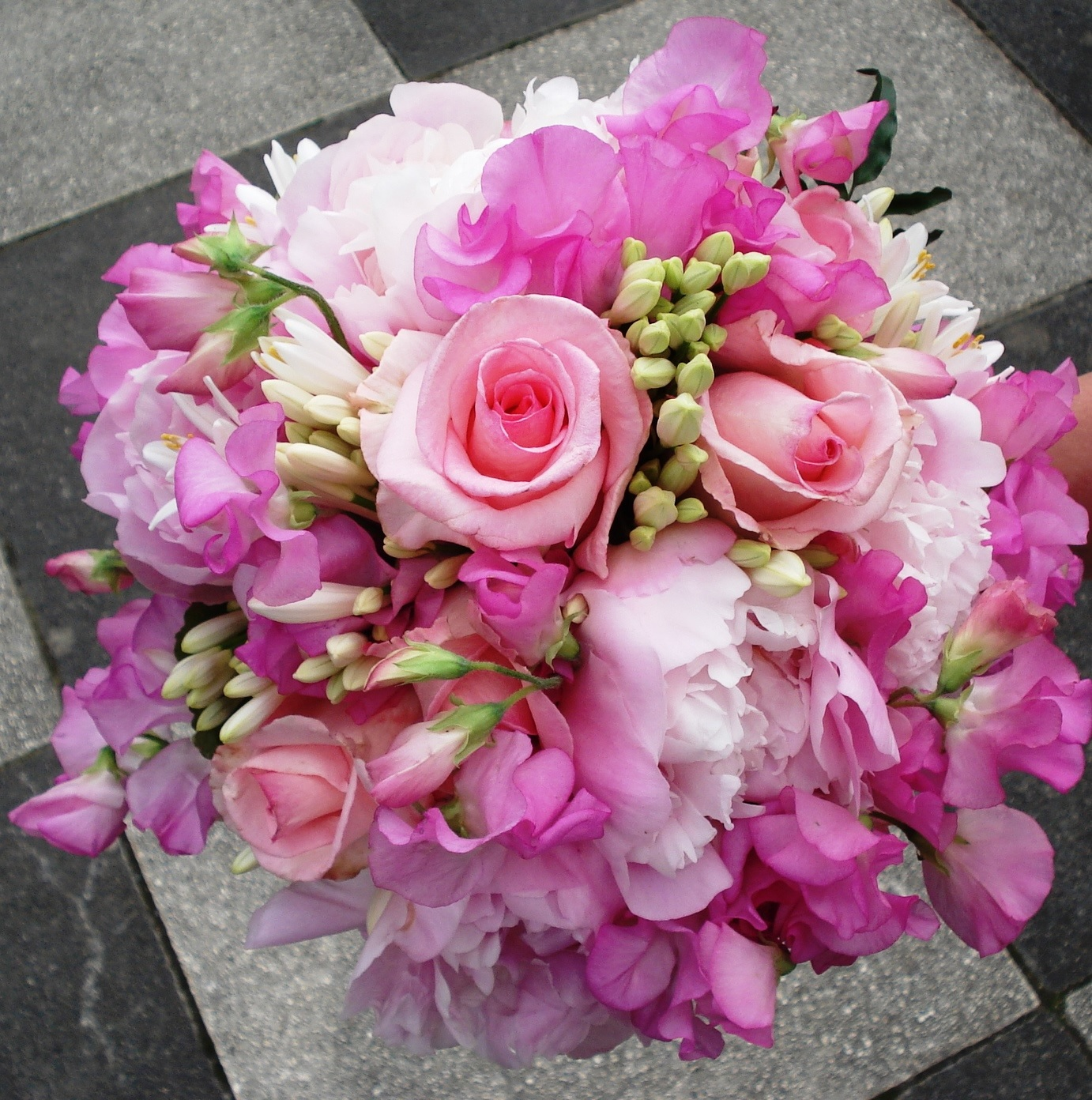
Kompakt gebundener Brautstrauß aus Rosen, Freesien, Päonien

Traditionell ist es die Aufgabe des Bräutigams, den Brautstrauß zu besorgen. Diesen überreicht er dann vor oder in der Kirche seiner Braut. Zum Ende der Feier existiert der Brauch des Brautstraußwerfens. Es versammeln sich alle unverheirateten Frauen hinter der Braut. Den Brautstrauß zu fangen gilt in Mitteleuropa und in Amerika als Omen für eine baldige Hochzeit.
Blumenschmuck zur Hochzeit gab es durch alle Zeiten. Der Brautstrauß, wie er heute noch Verwendung findet, taucht das erste Mal in der Renaissance auf und diente einem sehr praktischen Sinn. Durch die damals übliche vernachlässigte Körperhygiene und den oftmals exzessiven Einsatz von Weihrauch verbreitete sich während einer Hochzeit in der Kirche schlechte Luft. Die Brautsträuße der Renaissance waren reine Duftsträuße, die durch ihren intensiven Geruch die Braut vor Ohnmachtsanfällen während der Trauung bewahren sollten.
Ist die Braut Jungfrau, bestehen Strauß und Kranz aus Myrte; bei der zweiten Hochzeit werden traditionell dafür Orangenblüten verwendet.

### Autokorso und Hochzeitsauto oder Hochzeitskutsche

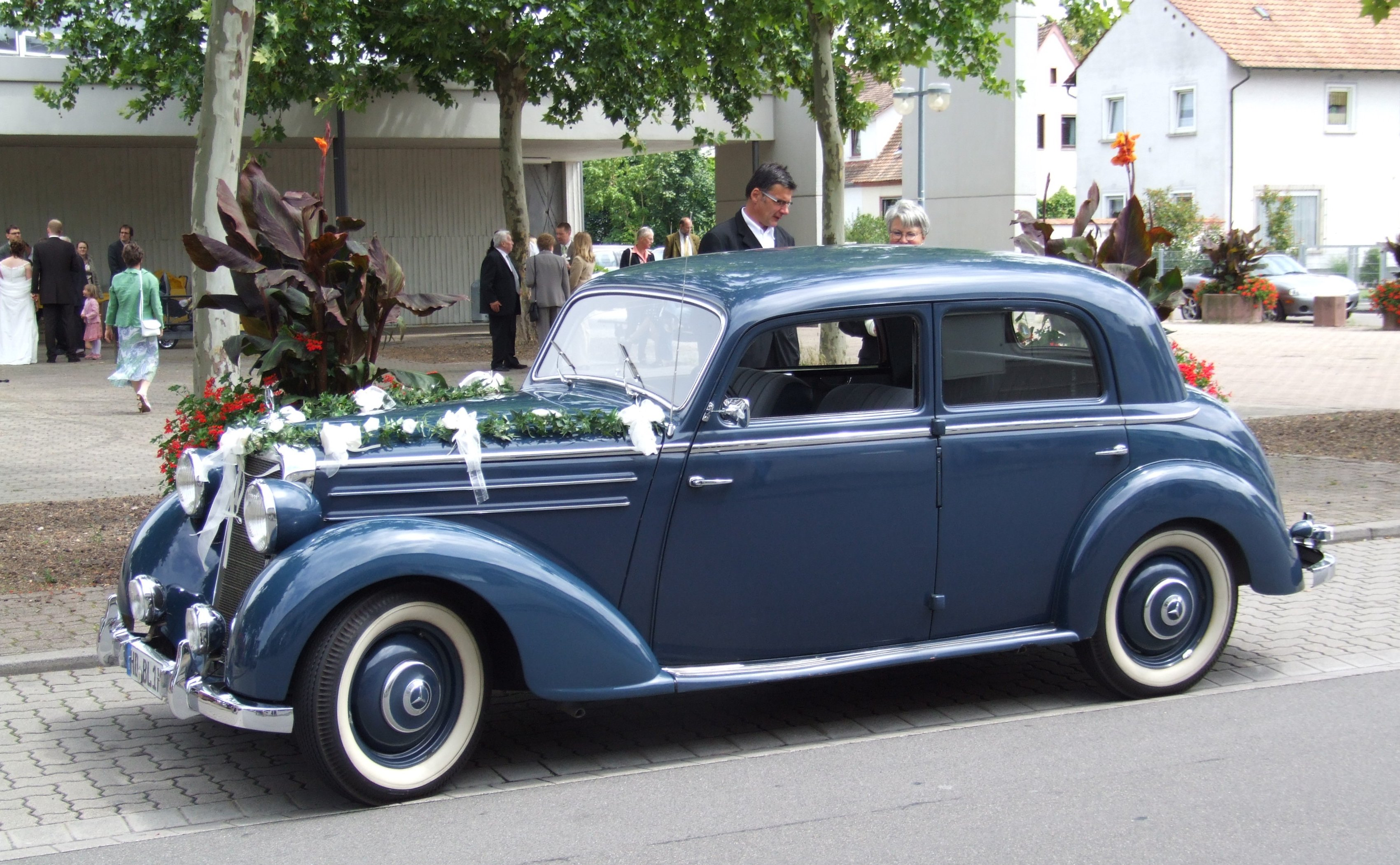
Mercedes 170 DS, Baujahr 1953 als Hochzeitsauto im Juni 2007

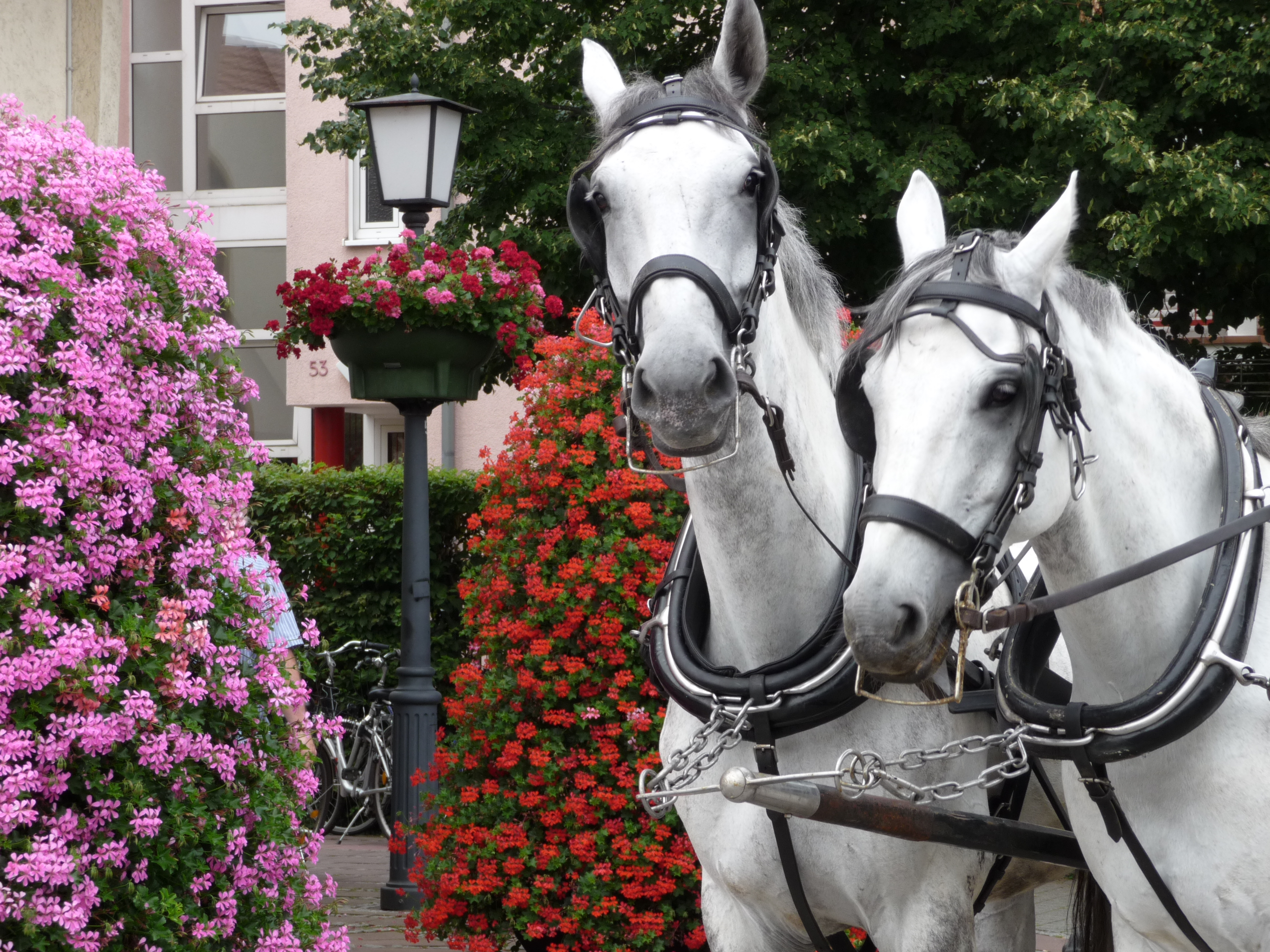
Schimmelgespann vor einer Hochzeitskutsche

Häufig wird auf den Fahrten nach der Hochzeit das Brautpaar von einem Autokorso begleitet. Dabei hupen die begleitenden Autos, was in Deutschland laut § 16 der StVO eine Ordnungswidrigkeit darstellt, oder dem Auto, in dem das Brautpaar sitzt, werden Blechdosen angebunden, die beim Fahren laut scheppern, was ebenfalls verboten ist. In manchen Gegenden ist es auch üblich, den Autokorso auf dem Weg von der Trauung zur Feier anzuhalten und Wegezoll zu verlangen. Dieser Zoll (in Norddeutschland Schatten genannt) wird üblicherweise mit Schnaps oder anderen hochprozentigen Alkoholika beglichen, die an die am Weg Stehenden ausgegeben und mit den Brautleuten gemeinsam getrunken werden, bevor diese die Fahrt fortsetzen können.
In Altbayern machen dies die Kinder des Dorfes oder die Ministranten bei der Hochzeit. Hierbei wird von jedem Hochzeitsgast etwas Geld hergegeben.
In neuerer Zeit verbreitet sich der Brauch für die Brautleute ein besonderes Auto zu verwenden, etwa einen Sportwagen, eine luxuriöse Limousine oder einen Oldtimer. Oft werden diese Wagen mit Blumen oder Schleifen besonders geschmückt.
Paare, die eine besonders romantische Hochzeit feiern wollen, entscheiden sich für die kirchliche Trauung vor allem in kleineren Städten und ländlichen Gebieten nicht selten für eine Fahrt in einer festlich geschmückten Hochzeitskutsche. Je nach Jahreszeit und Witterung wird eine offene oder geschlossene Kutsche gewählt. In schneesicheren Gebieten Bayerns und Baden-Württembergs kommt teilweise auch ein festlich geschmückter Pferdeschlitten zum Einsatz.

### Reis
Oft wird das Brautpaar, während es nach der Hochzeitszeremonie aus der Kirche kommt, mit Reis beworfen. Dies steht für den Wunsch nach einer fruchtbaren und kinderreichen Ehe.
Durch den weitverbreiteten Glauben, dass ungekochter Reis im Magen von Vögeln, die die Körner anschließend aufpicken, aufquelle, wird der Reis heute oft durch helles Vogelfutter oder Getreide einer anderen Gattung ersetzt. Dieser Gedanke hat sich aber bereits als falsch erwiesen. Früher verwendete man Graupen, Erbsen, aber auch Nüsse und Wacholder. In Volksliedern gibt es zahlreiche Anspielungen bezüglich Nüssen und Fruchtbarkeit.
Auch aus moralischen und solidarischen Gründen in Bezug auf den Hunger in der Welt wird gelegentlich auf das Werfen dieser Lebensmittel verzichtet. Am Eingang einiger Kirchen und Standesämter stehen hierzu auch Hinweisschilder.
Einige Hochzeitsgesellschaften entscheiden sich daher allen Gästen beim Verlassen der Kirche kleine Seifenblasen-Fläschchen zu überreichen. Die Gäste pusten Seifenblasen, während das Brautpaar die Kirche verlässt. Auf diese Art kann das Brautpaar umweltbewusst und dekorativ begrüßt werden. Die Seifenblasen werden dabei als Symbol für die Träume und Wünsche des Brautpaars gesehen, die in Erfüllung gehen sollen.
Manchmal lässt man auch mit Helium gefüllte Luftballons (oft in Herzform) steigen, die mit dem Namen und der Anschrift des Brautpaars versehen sind. Die Finder der Luftballons können dann dem Paar Glückwünsche schicken.

### Streiche
In manchen Gegenden ist es auch Brauch, dem Brautpaar einen Streich in dessen Wohnung zu spielen.
- Gegenstände der Wohnung werden versteckt oder umgeräumt. Zum Beispiel Konservendosen ins Badezimmer, Bücher vom Wohnzimmer in andere Räume.
- Einfrieren des Schlafzimmerschlüssels. Der „Weg“ von der verschlossenen Schlafzimmertür bis zur Gefriertruhe wird mit Aufgaben versehen, die zuerst zu lösen sind.
- Verstecken von mitgebrachten Weckern, die auf nächtliche Uhrzeiten voreingestellt sind.
- Hartkochen von Eiern im Kühlschrank, Vertauschen von Salz und Zucker
- Mit Wasser gefüllte Pappbecher versperren den Zugang zur Wohnung (Treppenhaus) oder zu Zimmern (Bad/Schlafzimmer).
- Herausdrehen aller Lampen und Sicherungen
- Schlafzimmer präparieren z. B. mit Luftballons füllen, mit Kronenkorken/Flaschendeckeln das Bett sowie den Boden verzieren
- Inserat in die Lokalzeitung setzen, man habe etwas günstig abzugeben, so dass das verkaterte Ehepaar frühmorgens von Schnäppchenjägern wachgeklingelt wird.

### Maschkern
Dieser Brauch ist in Teilen Österreichs und Bayerns weit verbreitet.
Der Begriff „Maschkern“ (auch Maskern oder Maschgern) kommt vermutlich von Maskerade (sich verkleiden).
Jugendliche aus dem Heimatdorf oder Freunde aus Vereinen treten verkleidet bzw. in Masken vor die Hochzeitsgesellschaft und erzählen lustige Geschichten aus dem Leben des Bräutigams bzw. der Braut. Als Erzähler wirkt ein Harlekin (in Österreich: Kasperl). Alle Handlungen werden von den Personen in Masken nachgestellt. Eine wichtige Person ist zum Beispiel „Die alte Liebe“, die zum Abschluss der Handlung ein letztes Mal versucht, dem Angebeteten von der Heirat abzuraten und ihm zu empfehlen, lieber sie zum Traualtar zu führen. Für die kleine Aufführung erhalten die Darsteller vom Brautpaar als Anerkennung eine Mahlzeit.
Speziell in einigen Teilen Niederösterreichs versteht man unter „auf die Mask gehen“ das Hineinstürmen der „Maskleute“ (Personen aus Vereinen, Bekannte, also solche mit guten Kontakten, die aber nicht auf die Tafel geladen wurden), wenn an der Tafel gegessen wurde. Die Musik spielt dann drei Tänze, zu denen die Maskleute Hochzeitsgäste und auch Braut und Bräutigam zum Tanz auffordern, bei dem sie aber auch noch darauf achten, nicht erkannt zu werden. Anschließend wird die Braut „entführt“ und die Masken dürfen abgenommen werden. Nach der Brautentführung bleiben die Maskleute auf der Hochzeit.

### Wecken
In einigen Gegenden ist es auch Brauch, dass der Bräutigam von seinen Geschwistern, Freunden, Kollegen, Vereinskameraden usw. aufgeweckt wird. Dies geschieht dann meist mit Geschossen oder Musik. Mittlerweile ist dies auch bei der Braut üblich und wird auch nicht mehr nach Geschlechtern getrennt. Nach dem Wecken werden die Beteiligten zum gemeinsamen Frühstück eingeladen.
Im Rupertiwinkel und im Berchtesgadener Land werden Braut und Bräutigam durch Schießen geweckt. Dabei treffen sich die Junggesellen des Dorfes vor dem Haus der Braut/des Bräutigams und schießen mit Böllerkanonen (falls vorhanden) oder mit Luftballonen, die meist mit einem Gemisch aus Acetylen und Sauerstoff gefüllt sind, und mit brennenden Lumpen, die an einer langen Stange befestigt sind, zur Explosion gebracht werden. Da diese Art zu „Schießen“ erhebliche Gefahren birgt, und auch schon schwere Unfälle verursacht hat, gerät der Brauch immer mehr in die Kritik, und dadurch in vielen Ortschaften mehr und mehr in Vergessenheit. Außerdem kann es aufgrund der Uhrzeit (meist zwischen vier und fünf Uhr morgens) zu strafrechtlichen Konsequenzen wegen Nachtruhestörung der Nachbarschaft kommen.

### Schleiertanz
Bei diesem alten germanischen Brauch, der prinzipiell um Mitternacht stattfindet, wird der Schleier der Braut beim Tanz geraubt und in viele Stücke gerissen. Diese werden dann an die Brautjungfern und weiblichen Hochzeitsgäste verteilt, die vom Segen des Brautpaares profitieren sollen.
Der Schleiertanz wird in einigen Gegenden auch abgewandelt zelebriert. Der Schleier wird über dem Brautpaar gespannt und das Brautpaar tanzt; wer nun mit einem der beiden tanzen möchte, muss Geld in den Schleier werfen, und kann somit den Tanzpartner sofort abklatschen. Bei diesem Brauch kann somit noch ein wenig Geld für das Brautpaar gesammelt werden.

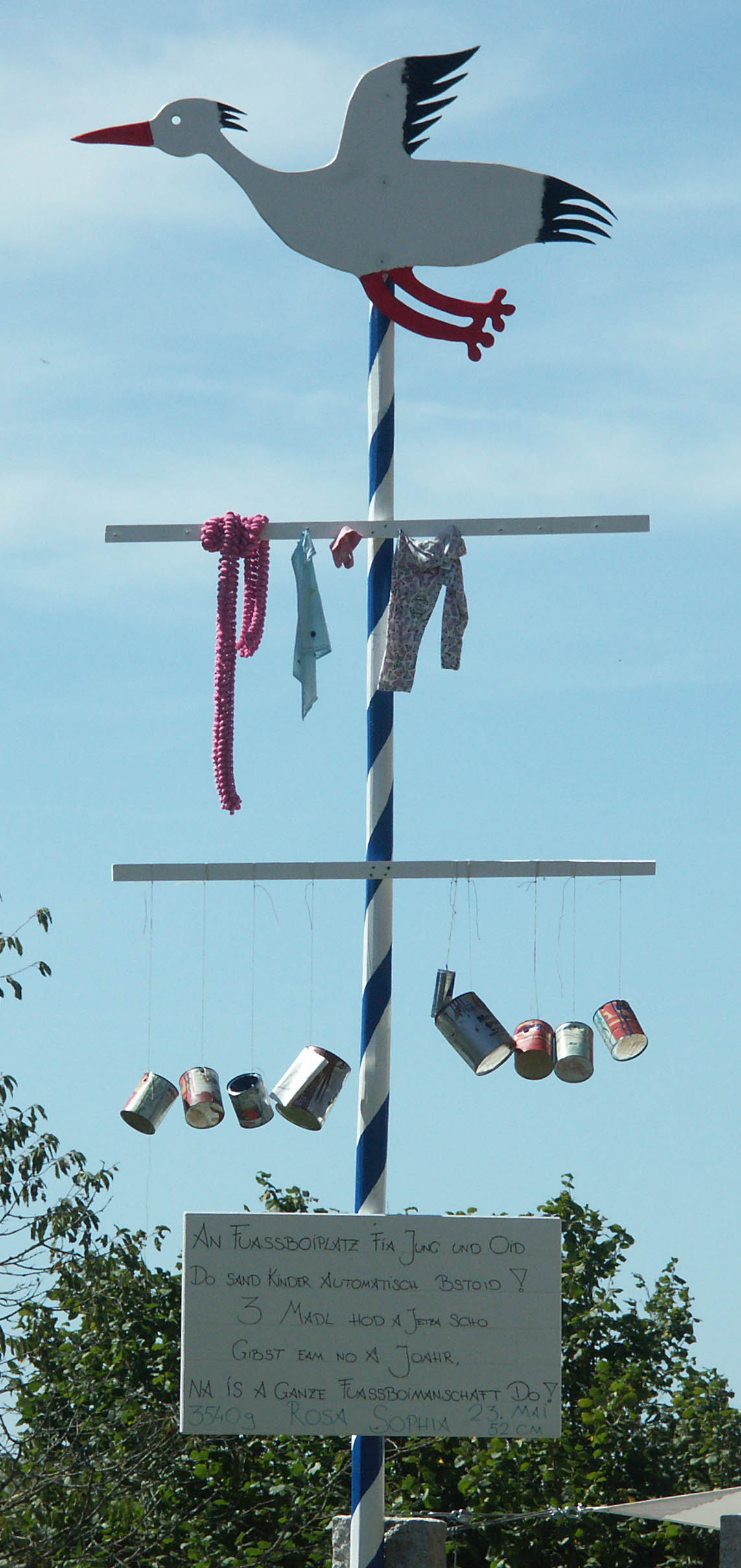
Kindsbaum nahe Starnberg

### Kindsbaum
Vor allem in südbayerischen Raum ist es üblich, zur Hochzeit einen sogenannten Kindsbaum aufzustellen. Es handelt sich hierbei um einen 5 bis 10 m langen, weiß-blau bemalten Stamm, an dessen „Ästen“ diverse Baby-Sachen aufgehängt werden (Strampler, Schnuller, Flasche etc.). In der Regel ist an der Spitze des Kindsbaums ein Storch montiert. Zudem befindet sich am unteren Ende des Baumes in Augenhöhe eine Tafel mit einem Gedicht, in dem das frisch vermählte Ehepaar an seine Pflicht erinnert wird, innerhalb eines Jahres Nachwuchs auf die Welt zu bringen. Gleich, ob sich Nachwuchs einstellt oder nicht, nach einem Jahr ist auf jeden Fall eine Brotzeit fällig, die nicht von den Kindsbaumaufstellern, sondern von dem Paar auszurichten ist.

### Hochzeitsbaum
In vielen Städten und Gemeinden gibt es die Gelegenheit für Brautpaare, einen Baum auf einer bestimmten Fläche, meist Hochzeitswald genannt, zu pflanzen.

### Hahn holen

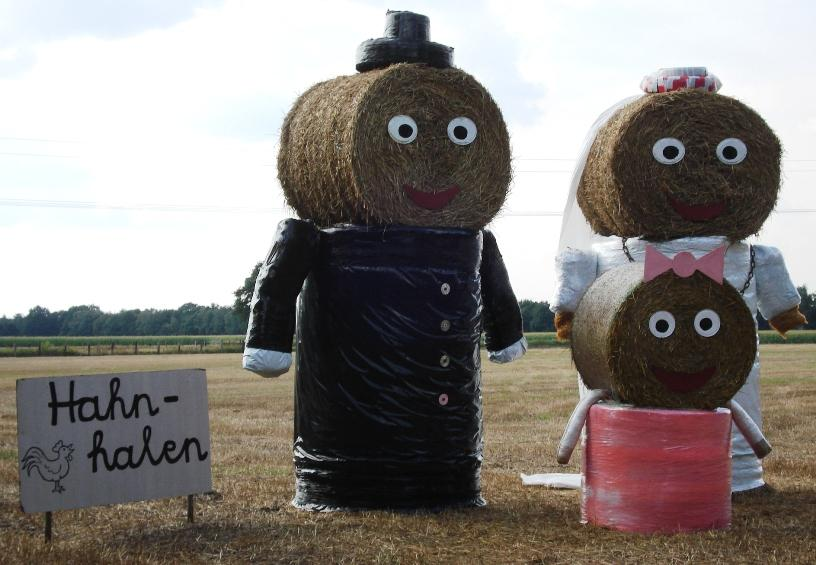
Einladungs- / Hinweisschild zum „Hahn holen“

Das „Hahn holen“ ist ein im Münsterland / Emsland verbreiteter Hochzeitsbrauch – am Tag nach der Hochzeit treffen sich die Hochzeitsgäste und die Helfer der Hochzeit bei den Eltern der Braut zum „Hahn holen“. An diesem Tag gab es ursprünglich die Reste vom Vorabend zu essen. Dieses wird mittlerweile oft durch Suppen, Imbisswagen o. ä. ersetzt.
Haben Gäste es geschafft, den Brautbesen auf der Hochzeit zu stehlen, kann dieser am Tag des Hahn holens wieder eingelöst werden (die Nachbarn müssen dafür zahlen, weil sie nicht richtig auf den Besen aufgepasst haben).

### Tampen schneiden
Heiratet ein Marinesoldat in Uniform, so bildet die Besatzung seines Schiffes vor der Kirche oder dem Standesamt ein Spalier mit besonders verzierten Kutterriemen, den „Hochzeitsriemen“. Beim Durchschreiten des Spaliers erhält das Brautpaar die Ehrenerweisung „Seite“. Am Ende dieses Spaliers erwartet das Brautpaar der Kommandant und der „Hochzeitstampen“. Dieser ist aus einer starken Festmacherleine gefertigt, mit dünnerem Tauwerk umknotet und eventuell mit Draht verstärkt. Während der Bräutigam von der Besatzung die geeigneten Werkzeuge ersteigert und den Tampen durchschneidet, weist der Kommandant die Braut bei einem Glas Sekt in die Pflichten einer Marinefrau ein.

### Gewehrschüsse in früherer Zeit
Bis in das 18. Jahrhundert hinein gehörten häufig Gewehrschüsse zur Hochzeit, wie sich aus einer Verordnung zur Brandverhütung vom 12. Oktober 1751 im Kurfürstentum Trier ergibt. Hiermit wurde bei Hochzeiten und weiteren Anlässen dieses Schießen verboten. Die Strafe für Übertretungen, die auch hier wohl sehr häufig waren, wurde am 23. April 1774 auf zwei Gulden erhöht.

## Internationale Hochzeitsbräuche

### Brautkleid
In westlich-christlich geprägten Ländern hat sich das weiße Brautkleid durchgesetzt. Der Brauch begann im Adel in der Renaissance, bei der breiten Bevölkerung setzte er sich erst im späten 19. und 20. Jahrhundert durch.

### Hochzeitstorte
Zu vielen Hochzeitsfeiern gehört ein Buffet mit Kuchen. Mittelpunkt dieses Kuchenbuffets ist die Hochzeitstorte, die oft gemeinsam von dem Hochzeitspaar angeschnitten wird. Beim gemeinsamen Anschneiden der Torte gilt, dass derjenige das Sagen in der Ehe hat, der seine Hand über der des anderen am Messer hält. Eine gegenteilige Deutung besagt, dass derjenige 'das Sagen' hat, der das Messer hält.

### Brautschleier
Der weiße Brautschleier der Braut stand ursprünglich für deren Jungfräulichkeit. Früher war dies in Europa auch der einzige weiße Bestandteil der Hochzeitsgarderobe der Braut. So wurde im bäuerlichen Umfeld in der Sonntagsgarderobe geheiratet. Traditionell war diese schwarz. Erst später wurde die Farbe des Kleides ebenfalls weiß.
Um Mitternacht war die Braut keine Braut, sondern nunmehr Ehefrau. Deshalb wurde dann der Schleier abgenommen. Dieser Brauch existiert noch heute. Oft erfolgt um Mitternacht ein Schleiertanz. Die Braut tanzt alleine und alle unverheirateten Frauen versuchen, ein Stück des Schleiers abzureißen. Wer das größte Stück des Schleiers erwischt hat, soll gemäß dem Brauch die nächste Braut sein.

### Something old, something new…
„Something old, something new, something borrowed, something blue and a lucky six-pence in your shoe.“ („Etwas Altes, etwas Neues, etwas Geliehenes, etwas Blaues und einen Glückspfennig im Schuh.“)
Ein aus England stammender Brauch hat sich auch in Deutschland, besonders seit der Hochzeit von Prinz Charles und Diana Spencer, zu einer beliebten Tradition entwickelt. Danach soll die Braut zu ihrer Hochzeit etwas Altes, etwas Neues, etwas Geliehenes und etwas Blaues bei sich tragen und in ihre Kleidung integrieren.
- Etwas Altes steht für das bisherige Leben der Braut vor der Ehe. (Beispiel: ein altes Schmuckstück) (übersetzt: „Alt wie die Welt“)
- Etwas Neues steht als Symbol für das beginnende Eheleben der Braut. (Beispiel: das neue Brautkleid) (übersetzt: „Neu wie der Tag“)
- Etwas Geliehenes steht für Freundschaft und soll Glück in der Ehe bringen. Die Braut leiht sich etwas von einer glücklich verheirateten Freundin. (Beispiel: ein besticktes Taschentuch) (übersetzt: „Geborgt wie das Leben“)
- Etwas Blaues ist ein Zeichen für die Treue. (Beispiel: das blaue Strumpfband) (übersetzt: „Blau wie die Treue“)
- Ein Glückspfennig im Schuh ist ein Zeichen des Wohlstands.

Meistens fällt der Teil „and a lucky six-pence in your shoe“ weg, weil dieser nicht mehr in jedem Land zur Überlieferung herangezogen wurde.

### Brot und Salz
In vielen Ländern werden Brautpaare mit Brot und Salz beschenkt, um ein dauerhaftes Bündnis zu stiften.

### Traubibel
Im Zusammenhang mit der protestantischen Trauung wurde und wird – meist von nahen Verwandten bzw. den Eltern – eine Traubibel geschenkt. Besonders im Zeitalter des Historismus im 19. Jahrhundert handelte es sich dabei um besonders aufwändig gestaltete Bibelausgaben mit Ornamenten und vergoldeten Zierleisten, die auf den Buchdeckeln mit eingeprägten Namen- und Spruchversen versehen waren und deren Buchschnittseiten Gold- oder Silberschnitt aufwiesen. Solche Bibeln enthielten im Anhang eine vorgedruckte Familienchronik, welche mit den jeweiligen biographischen Notizen der Familie der Brautleute vervollständigt und weitergeführt werden konnte.

## Bräuche vor und nach der Trauung

### Vor der Trauung
Genauso wie das Brautpaar die Ehe vorbereitet, indem sie etwa die gemeinsame Wohnung und die Trauung organisiert, beginnen die Hochzeitstraditionen auch schon vor der Eheschließung.
Den Hochzeitsantrag stellt der Bräutigam bei den Eltern der Braut.
Eine seltene Tradition war der Frauenraub: die Entführung einer Frau, um sie zur Ehe zu bewegen. Im katholischen Recht Raptio genannt ist eine solche Eheschließung nicht wirksam. Davon abgeleitet ist das englische Worte „rape“ für Vergewaltigung.
Die Hochzeitsbitten obliegen dem einladenden Hochzeitsbitter, einem Redner, der für die Feier die Rolle eines Maitre de plaisier übernimmt.
Früher verlas der Pfarrer an drei aufeinander folgenden Sonntagen die drei damals vorgeschriebenen Aufrufe zur Eheverkündigung im Hochamt von der Kanzel. Am Niederrhein kamen im Anschluss an den ersten Aufruf – die Letsch – die Freunde und Bekannten der Brautleute im Elternhaus der Braut zu einem Umtrunk zusammen. Eine echte Letsch findet daher an einem Sonntag statt, meist drei Wochen vor der Trauung. Der Umtrunk beginnt gegen Mittag und dauert oft bis tief in die Nacht. Zur Letsch wird nicht förmlich eingeladen – wer kommen mag, der kommt. Heute ähnelt die Letsch häufig einem Polterabend, der auf das Poltern verzichtet.

#### Junggesellenabschied
Wenige Tage vor der Hochzeit feiert der Bräutigam mit seinen männlichen Freunden einen ausgelassenen Abschied vom Junggesellendasein, den Junggesellenabschied. Am selben Abend zieht auch oft die Braut mit ihren Freundinnen zum „Junggesellinnenabschied“ los, ein Zusammentreffen mit dem anderen Tross sollte vermieden werden. Die Organisation und Planung des sogenannten „Letzten Abends in Freiheit“ wird dabei vom Freundeskreis übernommen. Der Junggeselle und gegebenenfalls auch die Junggesellin werden damit von ihren Freunden überrascht.
Der Junggesellenabschied ist eine Tradition aus England („Stag Night“ oder „Hen Night“) und wurde früher beim Vater des Bräutigams abgehalten. Die Männer der beiden zu vereinigenden Häuser prüften damals auf das Genaueste, ob sich der Bräutigam mit seinen ehelichen Pflichten auskennt. In feinster Festtagskleidung wurden dabei Ansprachen von den Familienoberhäuptern abgehalten. Der Junggesellenabend als Abschied von den Kumpeln des Bräutigams wurde erst in neuerer Zeit in Deutschland eingeführt. Mittlerweile sind die Amüsiergebiete der Innenstädte am Wochenende, speziell am Samstagabend, mit Gruppen bevölkert, die den Junggesellenabschied feiern und dabei – nicht nur zur Freude der Betroffenen – auch andere Personen miteinbeziehen möchten.

#### Der Abend vor der Hochzeit
Der Polterabend ist ein sehr alter Brauch vor allem in deutschsprachigen Gebieten. Durch das Zerschlagen von Steingut und Porzellan sollen böse Geister vertrieben werden. Keinesfalls darf Glas zerschlagen werden, da es als Unglückssymbol gilt. Die Scherben müssen vom künftigen Brautpaar gemeinsam zusammengekehrt werden.
In manchen Gegenden bringen die männlichen Nachbarn einen Kranz aus Tannenzweigen über dem Hauseingang an. Im Ausgleich werden sie zu einem Umtrunk eingeladen (Kränzen).
Im Rupertiwinkel und im benachbarten Salzburger Flachgau wird der Kranz von den Mädchen und ledigen Frauen des Dorfes gebunden und aufgestellt.

### Nach der Trauung
Die folgenden Bräuche finden nach der Trauung statt.
Oft wird das Brautpaar, während es nach der christlichen Hochzeitszeremonie aus der Kirche kommt, mit Reis beworfen. Dies steht für den Wunsch nach einer fruchtbaren und kinderreichen Ehe.
Manchmal lässt man auch mit Helium gefüllte Luftballons (meist in Herzform) steigen, die mit dem Namen und der Anschrift des Brautpaars versehen sind. Die Empfänger oder zufälligen Finder der Luftballons können dann dem Paar Glückwünsche schicken.
In einigen Regionen wird ein auf einem Sägebock liegender Holzstamm gemeinsam von Braut und Bräutigam zersägt. Man verwendet dafür eine Schrotsäge, bei der es darauf ankommt, stets abwechselnd zu ziehen, damit sie sich nicht verklemmt. Dieser Brauch steht für die gemeinsame, gleichberechtigte Arbeit, die das Brautpaar in ihrer Ehe versuchen möchte. Er symbolisiert die notwendige Balance von Reden und Hören, von Aktiv sein und „Sein-Lassen“, und die notwendige Aufmerksamkeit für die jeweiligen Bedürfnisse des Partners.

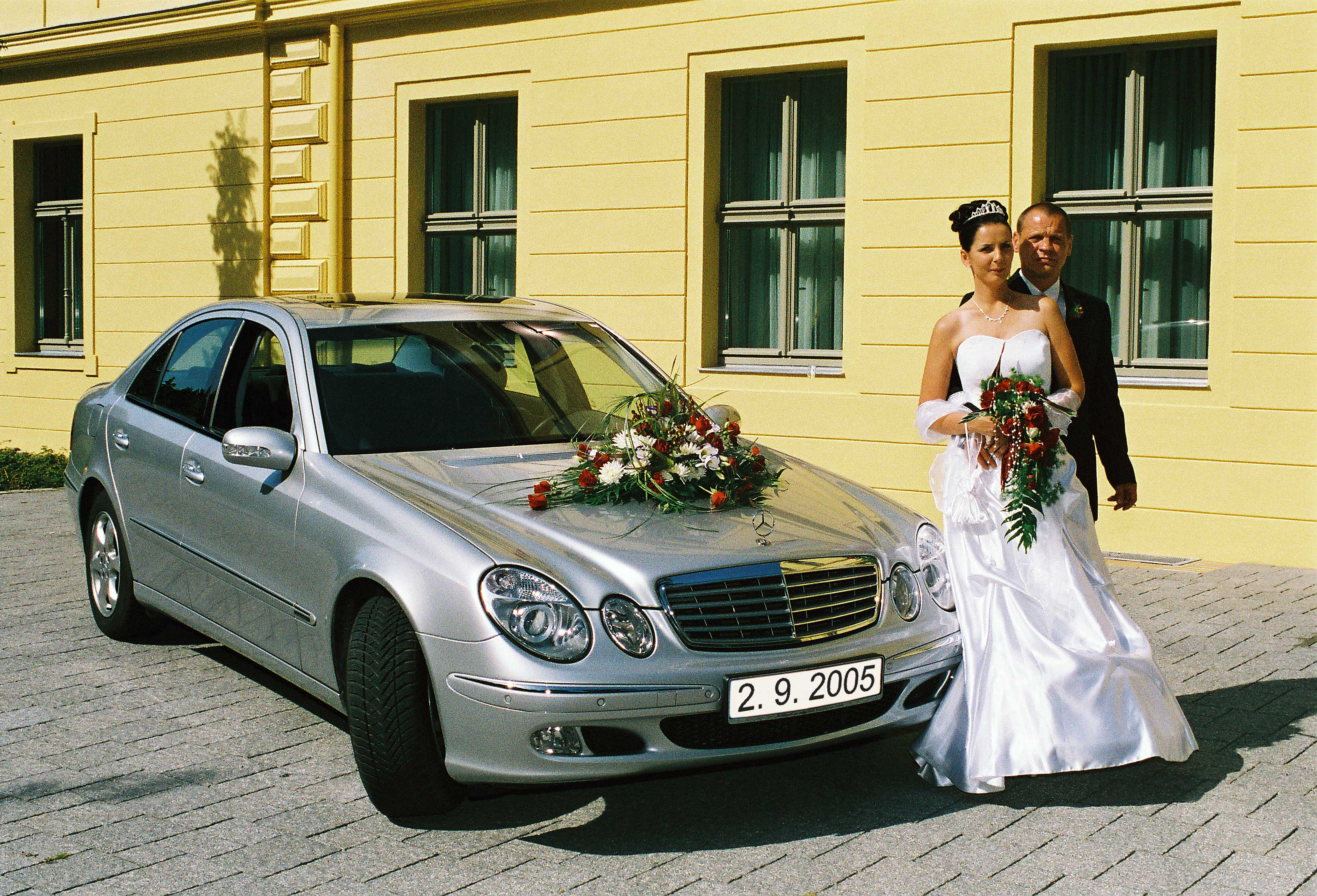
Hochzeitsauto 2005

Häufig wird auf den Fahrten von der Kirche zum Feierort das Brautpaar von einem Autokorso begleitet. Dabei hupen die begleitenden Autos, um Aufmerksamkeit für das Brautpaar zu erlangen oder dem Auto, in dem das Brautpaar sitzt, werden Blechdosen angebunden, die beim Fahren laut scheppern.
In manchen Gegenden (in Norddeutschland Schatten genannt) ist es auch üblich, den Autokorso auf dem Weg von der Trauung zur Feier anzuhalten und Wegezoll zu verlangen. Dieser Zoll wird üblicherweise mit Schnaps oder anderen hochprozentigen Alkoholika beglichen, die an die am Weg Stehenden ausgegeben und mit den Brautleuten gemeinsam getrunken werden, bevor diese die Fahrt fortsetzen können. In Altbayern machen dies traditionell die Kinder des Dorfes oder die Ministranten bei der Hochzeit. Hierbei wird von jedem Hochzeitsgast etwas Geld hergegeben. Bei dieser Gelegenheit müssen im Osnabrücker Land auch symbolische Arbeiten vom Brautpaar erledigt werden. Dazu gehört das oben erwähnte Sägen von Holz oder das waschen und Aufhängen von Wäsche, insbesondere Kinderwäsche und Windeln.
Nach dem offiziellen Teil schließt sich je nach Größe der Hochzeitsgesellschaft häufig ein gemeinsames Kaffeetrinken an, das meistens mit dem Anschnitt der Hochzeitstorte beginnt. Es ist durchaus üblich zum Kaffee andere Gäste einzuladen als zum anschließenden Abendessen. Regional gibt es spezielle Hochzeitsessen. Geheirate ist eine traditionelle saarländische Speise aus Kartoffeln und Mehlklumpen, aber trotz des Namens kein Hochzeitsessen. Dies trifft eher auf die Hochzeitsnudeln zu. Meist gibt es am Abend ein buntes Programm.
In diesem Rahmen ist es vor allem in Österreich und Bayern üblich, dass Jugendliche aus dem Heimatdorf oder Freunde aus Vereinen verkleidet bzw. in Masken vor die Hochzeitsgesellschaft auftreten und lustige Geschichten aus dem Leben des Bräutigams bzw. der Braut erzählen (Maschkern). Als Erzähler wirkt ein Harlekin (in Österreich: Kasperl). Alle Handlungen werden von den Personen in Masken nachgestellt. Eine wichtige Person ist „Die alte Liebe“, die zum Abschluss der Handlung ein letztes Mal versucht den Angebeteten von der Heirat abzuraten und lieber sie zum Traualtar zu führen. Für die kleine Aufführung erhalten die Darsteller vom Brautpaar als Anerkennung eine Mahlzeit.
Die Brautentführung ist ein Brauch, der auf das Recht der ersten Nacht im Mittelalter zurückgeht. Meist sind es die guten Freunde, die die Braut entführen. Dabei ziehen die Entführer mit der Braut von Kneipe zu Kneipe, wobei der Bräutigam oder der Trauzeuge der Braut jedes Mal die Zeche zahlen soll. Heute wird es meist toleranter gehandhabt. Die Entführer gehen an einen bestimmten Ort, z. B. ein öffentliches Gebäude und hinterlassen ein paar Hinweise, um die Suche zu erleichtern. Das Auslösen kann mit einer Aufgabe für den Bräutigam verbunden sein. Beispielsweise eine künstlerische Darbietung, Abwaschen für die nächsten Wochen oder Ähnliches. In Österreich und Bayern ist es heute (vorzugsweise bei Bauernhochzeiten) üblich vor der Auslösung der Braut Gstanzl zu singen.
Der weiße Brautschleier der Braut stand ursprünglich für deren Jungfräulichkeit. Früher war dies auch der einzige weiße Bestandteil der Hochzeitsgarderobe der Braut. So wurde im bäuerlichen Umfeld in der Sonntagsgarderobe geheiratet. Traditionell war diese schwarz. Erst später wurde die Farbe des Kleides ebenfalls weiß und sollte damit auch die Unschuld symbolisieren. Um Mitternacht war die Braut keine Braut, sondern nunmehr Ehefrau. Deshalb wurde dann der Schleier abgenommen. Dieser Brauch existiert noch heute. Oft erfolgt um Mitternacht ein Schleiertanz. Die Braut tanzt alleine und alle unverheirateten Frauen versuchen, ein Stück des Schleiers abzureißen. Wer das größte Stück des Schleiers erwischt hat, soll gemäß dem Brauch die nächste Braut sein.
Ferner existiert der Brauch des Brautstraußwerfens. Im Laufe der abendlichen Feier versammeln sich alle unverheirateten Frauen hinter der Braut. Diese wirft den Brautstrauß blind in die Menge. Wer den Strauß fängt, soll die nächste Braut werden.
In manchen Gegenden ist es auch Brauch dem Brautpaar einen Streich in deren Wohnung zu spielen, den sie erst in der Hochzeitsnacht oder am nächsten Morgen bemerken.

## Beteiligte

### Die Braut
Früher war es Brauch, dass die Braut ihre Brautschuhe von gesparten Pfennigen bezahlte. Heute wird dieser Brauch mit Euro-Cents fortgeführt. Dadurch soll die Sparsamkeit der Braut symbolisiert werden.
Während der Hochzeitsfeier gibt es den Brauch der Brautschuhversteigerung. Der Braut wird ihr Schuh „entwendet“. Anschließend wird der Schuh unter den Hochzeitsgästen symbolisch versteigert. Dabei legen die Gäste ihre Gebote in den Brautschuh. Zum Schluss ersteigert der Bräutigam den Schuh samt den bis dahin eingeworfenen Beträgen. Das Geld bleibt beim Brautpaar, der Bräutigam gibt den Schuh an seine Braut zurück.
Ein aus England stammender Brauch hat sich auch in Deutschland zu einer beliebten Tradition entwickelt. Danach soll die Braut zu ihrer Hochzeit etwas Altes, etwas Neues, etwas Geliehenes und etwas Blaues bei sich tragen und in ihre Kleidung integrieren.
- etwas Altes steht für das bisherige Leben der Braut vor der Ehe (Beispiel: ein altes Schmuckstück)
- etwas Neues steht als Symbol für das beginnende Eheleben der Braut (Beispiel: das neue Brautkleid)
- etwas Geliehenes steht für Freundschaft und soll Glück in der Ehe bringen, die Braut leiht sich etwas von einer glücklich verheirateten Freundin (Beispiel: ein besticktes Taschentuch)
- etwas Blaues als Zeichen der Treue (Beispiel: das blaue Strumpfband)
- ein Glückscent im Schuh als Zeichen des Wohlstands.

### Der Bräutigam
Traditionell ist es die Aufgabe des Bräutigams, den Brautstrauß zu besorgen. Diesen überreicht er dann vor oder in der Kirche seiner Braut. Blumenschmuck zur Hochzeit gab es durch alle Zeiten. Der Brautstrauß, wie er heute noch Verwendung findet, taucht das erste Mal in der Renaissance auf und diente einem sehr praktischen Sinn. Durch die damals übliche vernachlässigte Körperhygiene und den oftmals exzessiven Einsatz von Weihrauch herrschte während einer Hochzeit in der Kirche im Sinne des Wortes 'dicke Luft'. Die Brautsträuße der Renaissance waren reine Duftsträuße, die durch ihren intensiven Geruch die Braut vor Ohnmachtsanfällen während der Trauung bewahren sollten.

Im 17. Jahrhundert wurde der Braut das Brautbuch (kostbares deutsches Gebetbuch) als Brautpfand von ihrem Verlobten übergeben.

## Weltweite Feiern

### Jüdische Hochzeit

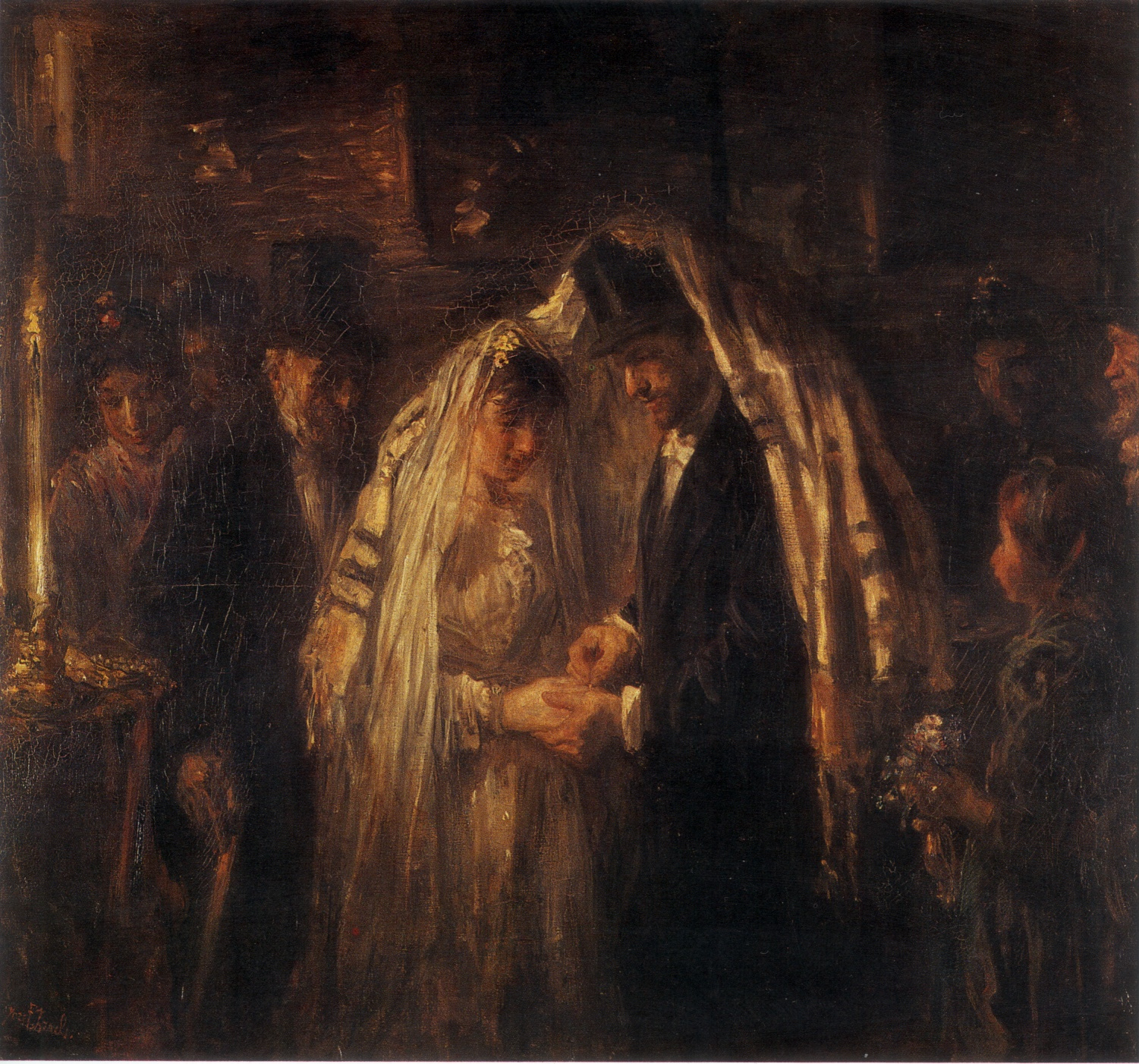
Jüdische Heirat 1903

Die Jüdische Hochzeit, Chuppa, hat ihre Bezeichnung vom gleichnamigen Traubaldachin (ähnlich dem christlichen Altar).
Die Brautleute (Braut=„Kalla“ und Bräutigam=„Chatan“) werden zu der Chuppa, dem Traubaldachin, geführt. Die Chuppa bedeutet das „Dach über dem Kopf“ und besagt, dass hier ein Haus gegründet wird. In vier Richtungen geöffnet soll die Chuppa an das Haus des jüdischen Vorvaters Abraham erinnern, welches eine Tür auf jeder der vier Seiten seines Hauses hatte, um seine Gäste warm zu empfangen.
Durch seinen weißen Kittel zeigt der Bräutigam, dass für die beiden ein neuer Lebensabschnitt beginnt, weiß wie ein neues Blatt. Ferner erinnert die weiße Farbe daran, dass dieser Tag für die beiden als Jom Kippur (Versöhnungstag) gilt. Das Brautpaar fastet deshalb auch ab dem Morgengrauen.
Unter der Chuppa umkreist die Braut den Bräutigam sieben Mal. Dies soll an die behütende Rolle der Frau, die das ganze Haus durch Liebe und Verständnis beschützt, erinnern. Die Zahl sieben steht für die sieben Tage der Schöpfung, wobei das junge Paar kurz davor steht, ihre eigene „neue Welt“ zusammen zu erschaffen. Unter der Chuppa werden Segen über Wein und Lobpreisungen gesprochen. Die sieben Segenssprüche heißen die „Schewa Berachot“ Die Brautleute trinken zusammen vom Wein, damit sie auch im künftigen Leben Freude und Leid miteinander teilen.
Am Ende zertritt der Bräutigam ein Weinglas, als Erinnerung an Trauer und Zerstörung, an die Leiden, die Israel in der Vergangenheit erlitt. Sogleich fängt die Feier an, den Brautleuten wird als Gratulation Masel tov zugerufen.
→ Siehe auch: Ketubba, der schriftlich niedergelegte jüdische Ehevertrag

### Persien
In Persien (Iran) gehört zur Hochzeitsfeier das Sofreh Aghd, die traditionelle Hochzeitsdecke, heutzutage oft weiß, aus Seide und mitunter mit Spitze verziert. Sie wird auf dem Boden über einen Teppich ausgebreitet. Das Hochzeitspaar sitzt dabei nach Osten ausgerichtet, dem Licht zugewandt. Musikalisch wird die Zeremonie oft mit dem bekannten Hochzeitslied „Bada Bada Mobarak“ untermalt, häufig auch der Einzug des Hochzeitspaares. Das Verbrennen von wilder Weinraute („Esfand“) erzeugt einen wohltuenden Duft. Üblicherweise wird die Zeremonie in losen Gruppen zusammen stehend durchgeführt. Nur das Brautpaar sitzt auf Stühlen oder einer Bank auf dem Hochzeitstuch und schaut in einen Spiegel. Der Hochzeitsredner kann Gedichte vorlesen, bei einer muslimischen Feier liest ein Imam oder Mullah religiöse Verse vor. Beide Eheleute haben jeweils einen älteren männlichen und verheirateten Trauzeugen. Üblicherweise wird erst gefragt, ob jemand Einwände gegen die Eheschließung hat, danach gibt zuerst der Bräutigam seine Zustimmung. Die Braut dagegen spielt die Scheue und gibt ihre Zustimmung nicht sofort. Die Gäste rufen dafür fadenscheinige Entschuldigungen in den Raum. Erst auf die dritte Wiederholung der Frage antwortet sie. Während der Zeremonie wird dem Brautpaar ein Schleier über die Köpfe gehalten und sie werden mit frisch zerriebenem Kristallzucker bestäubt.
Nach der Trauung dürfen die Eheleute sich küssen, tauschen Ringe aus.

### Polen
Auch in Polen sind die Existenz und die Anwendung bestimmter Hochzeitsbräuche stark abhängig von der Heimatregion und deren städtischem bzw. ländlichem Charakter, der Stärke der Verbundenheit mit dem (meist katholischen) Glauben und dem Hang entweder zur lokalen Tradition oder zur internationalen Moderne. Im Folgenden soll eine kleine Auswahl polnischer Hochzeitsbräuche unterschiedlicher Kategorien und unterschiedlicher Verbreitungsgrade in etwa nach der Chronologie einer Hochzeitsfeier dargestellt werden.
Ein Brautpaar kann von mehreren Paaren aus Brautjungfern und -führern begleitet werden. Ein Paar wird dabei vorab zu sog. Ältesten gekürt. Es übernimmt damit für den Verlauf der Hochzeitsfeier vielfältige Aufgaben und entlastet so das Brautpaar, das sich dadurch besser der Hochzeitsfeier widmen kann.
Korona (dt.: die Krone) ist das polnische Pendant zum Kränzen. Die Herstellung und das Anbringen des Kranzes aus Tannenzweigen ist traditionsgemäß Aufgabe der Brautjungfern und -führer. Inzwischen kann man auch auf vorgefertigte Kränze zurückgreifen. Die Anbringung erfolgt am Vortag der Hochzeit (vgl. Polterabend).
Vor dem Auszug zur Kirche kann dem Brautpaar für seinen zukünftigen selbständigen Weg von Eltern, Taufpaten und weiteren Angehörigen ein Segen erteilt werden. Die Tatsache, dass diese Handlung als der Moment des Abschieds von den Kindern angesehen wird, und deren häufige Begleitung durch ein wehmütiges Kirchenlied – gespielt von der anwesenden Musikkapelle – führen nicht selten bei den Beteiligten zu Tränen der Rührung.
Auf dem Weg zum Ort der Trauung kann das Brautpaar auf Straßensperren (zastawa) stoßen. Nachbarn, Kollegen oder Freunde der Braut wollen damit verhindern, dass der Bräutigam die Braut einfach so zur Trauung mitnehmen kann. Das Verhandlungsgeschick des Bräutigams ist nun gefragt. Das Zahlungsmittel für den Wegzoll sind üblicherweise Flaschen Wodka, weshalb der Bräutigam einen ausreichenden Vorrat im Hochzeitsauto mitführen sollte. Von den besänftigten „Wegelagerern“ erhält das Brautpaar dafür Glückwünsche, ggf. Geschenke und natürlich die freie Weiterfahrt (bis zur nächsten Straßensperre).
Neben dem Bewerfen mit Reis nach vollzogener Trauung hat sich auch das Bewerfen mit kleinen Münzen etabliert. Das Brautpaar hat sie aufzusammeln, was sich besonders bei der Braut in einem voluminösen Brautkleid als schwierig erweist. Das mühsam gesammelte Geld symbolisiert den Grundstock für den zukünftigen Wohlstand des Brautpaares.
Über die ganze Hochzeitsfeier trinkt das Brautpaar aus Gläsern, die mit einem Bändchen verbundenen sind, das die frische Verbindung der Braut und des Bräutigams symbolisiert. Das erste Gläserpaar – üblicherweise Sektgläser vom ersten Anstoßen auf das Brautpaar – wird vom Brautpaar unmittelbar nach dem Austrinken gleichzeitig über die Schulter nach hinten geworfen, damit es zu Bruch geht. Wessen Glas zuerst zerschellt, dessen Geschlecht werde das erste Kind haben.
Eine polnische Hochzeit ist nahezu undenkbar ohne einzelne oder wiederholte „Gorzko“-Rufe, mit denen das Brautpaar zum Küssen vor der versammelten Hochzeitsgesellschaft aufgefordert wird. Das polnische Wort „gorzko“ [ˈgɔʃkɔ] bedeutet „bitter“ (Adverb) und soll den – ach so unangenehmen – Geschmack des Wodkas wiedergeben, den die Hochzeitsgäste über sich ergehen lassen müssen und den das Brautpaar doch bitte mit der Süße ihres Kusses lindern soll. Neben den Rufen gibt es auch eine Vielzahl sich an den erfolgten Kuss anschließender Lieder, die eine angeblich unzureichende Qualität des Kusses beklagen, wodurch ein weiteres Trinken des Wodkas nicht möglich ist, und eine Nachbesserung fordern.
Bei einem besonders ausgerufenen Tanz bekommt jeder Hochzeitsgast die Chance, gegen einen Obolus einen kurzen Teil des Stücks mit einem der begehrten Hauptakteure – der Braut oder dem Bräutigam – zu tanzen. Das Brautpaar ist ausnahmsweise bereit, seine Unzertrennlichkeit aufzugeben, weil es so Geld für den Kauf einer Wiege oder eines Kinderwagens für den späteren Nachwuchs sammeln kann. Auch wenn die hier eingesetzten Geldbeträge höher ausfallen als beim Bewerfen mit Münzen nach der Trauung und das gesammelte Geld tatsächlich für den ausgerufenen ernsten Zweck verwendet werden kann, so steht doch immer noch der Spaß im Vordergrund.
Auch in Polen verliert die Braut um Mitternacht ihren Schleier (oczepiny, vgl. Schleiertanz). Dabei sitzt sie aber in einem engen, aus den Brautjungfern gebildeten, sich drehenden Kreis, der als Schutz vor den Versuchen des Bräutigams dient, ihr den Schleier vom Kopf abzunehmen. Nachdem es dem Bräutigam doch gelungen ist, den Schleier an sich zu reißen, übernimmt ihn die Braut ein letztes Mal, um ihn mit verdeckten Augen den versammelten Brautjungfern zuzuwerfen. Diejenige, die ihn fange, werde die nächste Braut sein. Nun gilt es aber noch, den nächsten Bräutigam zu ermitteln. Dazu erfolgt ein Rollentausch: Die Brautführer bilden zunächst den schützenden Kreis vor den Versuchen der Braut, dem Bräutigam das Plastron bzw. die Krawatte abzunehmen, um es bzw. sie anschließend vom Bräutigam zugeworfen zu bekommen. Das frisch gefundene Nachfolge-Brautpaar legt die erbeuteten Brautpaar-Insignien an und tanzt das nächste Stück allein auf der Tanzfläche.
Die Hochzeitsfeier kann auf einen zweiten Tag ausgedehnt werden (vlg. „Hahn Holen“), was schon bei der Einladung angekündigt wird. Diese sog. Nachbesserungsfeier (poprawiny) stellt aber normalerweise eine vollständige zweite Feier mit Musik und Tanz an demselben Ort, mit derselben Gästeliste und einer Dauer vom Nachmittag bis mitunter tief in die Nacht dar.

### Portugal
Die Casamentos de Santo António (dt.: Hochzeiten zum Hl. Antonius) sind eine traditionelle Hochzeitsfeier in der portugiesischen Hauptstadt Lissabon.

### China
Die chinesische Hochzeit wird an den drei Briefen und sechs Bräuchen ausgerichtet.
Der Bestätigungsbrief beginnt den Reigen. Die Bräutigamfamilie schickt diese Nachricht mit der Bestätigung der formellen Hochzeitsabsichten zur Brautfamilie. Der Geschenkbrief begleitet die Gaben an die Brautfamilie, er ist eine Liste mit Arten und Mengen der Brautgaben. Der Hochzeitsbrief wird der Brautfamilie am Hochzeitstag präsentiert. Er bestätigt, dass die Braut in die Familie des Bräutigams aufgenommen wird.
Die sechs „Bräuche“ umfassen auch Geschenke. Zuerst muss die Bräutigamsfamilie eine Vermittlerin (Vgl. Hochzeitsbitter) zur Brautfamilie schicken, die die Heiratsabsichten kundtut und erste Verhandlungen führt. Danach werden die „acht Buchstaben“ (Geburtsdaten der Brautleute) ausgetauscht und ein Wahrsager prüft, ob das Paar zusammenpasst. Falls das erfolgreich war, werden als Drittes die ersten formellen Brautgaben durch die Vermittlerin überbracht. Als viertes werden an einem geeigneten Tag die Hauptgeschenke, bestehend aus Überraschungen, Geld, Kuchen, Essen und Opfergaben für die Ahnen überbracht. Dies ist die formelle Bestätigung der Heiratsabsichten. Als fünftes wird der Wahrsager einen geeigneten guten Hochzeitstag aussuchen. Zuletzt wird der Hochzeitstag begangen.

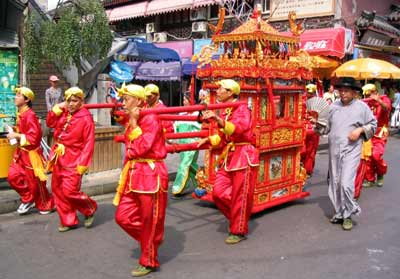
Eine moderne Hochzeitsfeier in traditionellem Format in China

Das Brautpaar trägt rot. Die Bräutigamsfamilie schickt eine Sänfte mit vier Trägern, begleitet von einer Prozession, um die Braut abzuholen. Wieder zurück wird im Beisein von Verwandten und Freunden die Zeremonie abgehalten. Die Brautleute beten Himmel und Erde sowie die Ahnen des Bräutigams an. Den führenden Familienmitgliedern wird Tee gereicht. Im Anschluss daran übergeben diese als Gegengabe rote Päckchen („hóngbāo“ oder „lai si“) mit Geld und wünschen Glück. Während des anschließenden Banketts tritt die Heiratsmittlerin als Zeremonienmeisterin auf.
Nach dem Essen begibt sich das Paar ins Hochzeitsgemach und ihre „Freunde“ treiben Schabernack mit Ihnen. Danach wird ein Toast ausgebracht und die Zeremonienmeisterin bietet ihnen Süßigkeiten und Früchte an. Sie wünscht Ihnen ein langes Leben und viele Kinder (in China ist gewöhnlich nur ein Kind pro Ehe, höchstens aber zwei erlaubt – Ein-Kind-Politik). Zuletzt werden die Brautleute dort allein zurückgelassen und der Bräutigam darf der Braut den roten Schleier vom Gesicht nehmen.

### Vereinigte Staaten
In den USA ist es unüblich, vor der Hochzeit zu „poltern“. An die Stelle einer wedding-eve party tritt oft eine bachelor party, der Junggesellenabschied, bei dem die Freunde und Verwandten, die zur Hochzeit angereist sind, sich in eine weibliche und eine männliche Party aufteilen und jeweils getrennt feiern. Sowohl die weibliche als auch die männliche Gruppe besucht dabei häufig ein Striptease-Lokal; oftmals wird auch exzessiv Alkohol getrunken.
Bei vielen Paaren ist der Abend vor der Hochzeit stattdessen für ein rehearsal dinner reserviert, das sich traditionell an das wedding rehearsal anschließt, also an die „Generalprobe“ der Trauzeremonie. Dieses Abendessen ist halb-förmlich und schließt nur den engeren Kreis der Hochzeitsgäste ein.
Die bridal shower, bei der die Braut von ihren Freundinnen und weiblichen Verwandten Geschenke (Hausrat, Babyutensilien, Liebesspielzeug) erhält, findet meist schon zwei bis sechs Wochen vor dem Hochzeitstermin statt.

## Historische Literatur
- Eugen Fehrle: Deutsche Hochzeitsbräuche. Diederichs. Jena 1937.
- Joh. Piprek: Slavische Brautwerbungs- und Hochzeitsgebräuche. Stuttgart 1914.
- Samuel Krauss: Die Brautnacht in Glauben, Sitte, Brauch und Recht der Völker. In: Anthropophyteia. Band 8, 1911.
- Moriz Winternitz: Das altindische Hochzeitsrituell. Mit Vergleichung der Hochzeitsbräuche bei den übrigen indogermanischen Völkern. Wien 1892.